# Lucky Luke

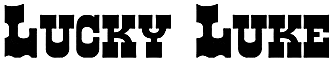
Logo de Lucky Luke.

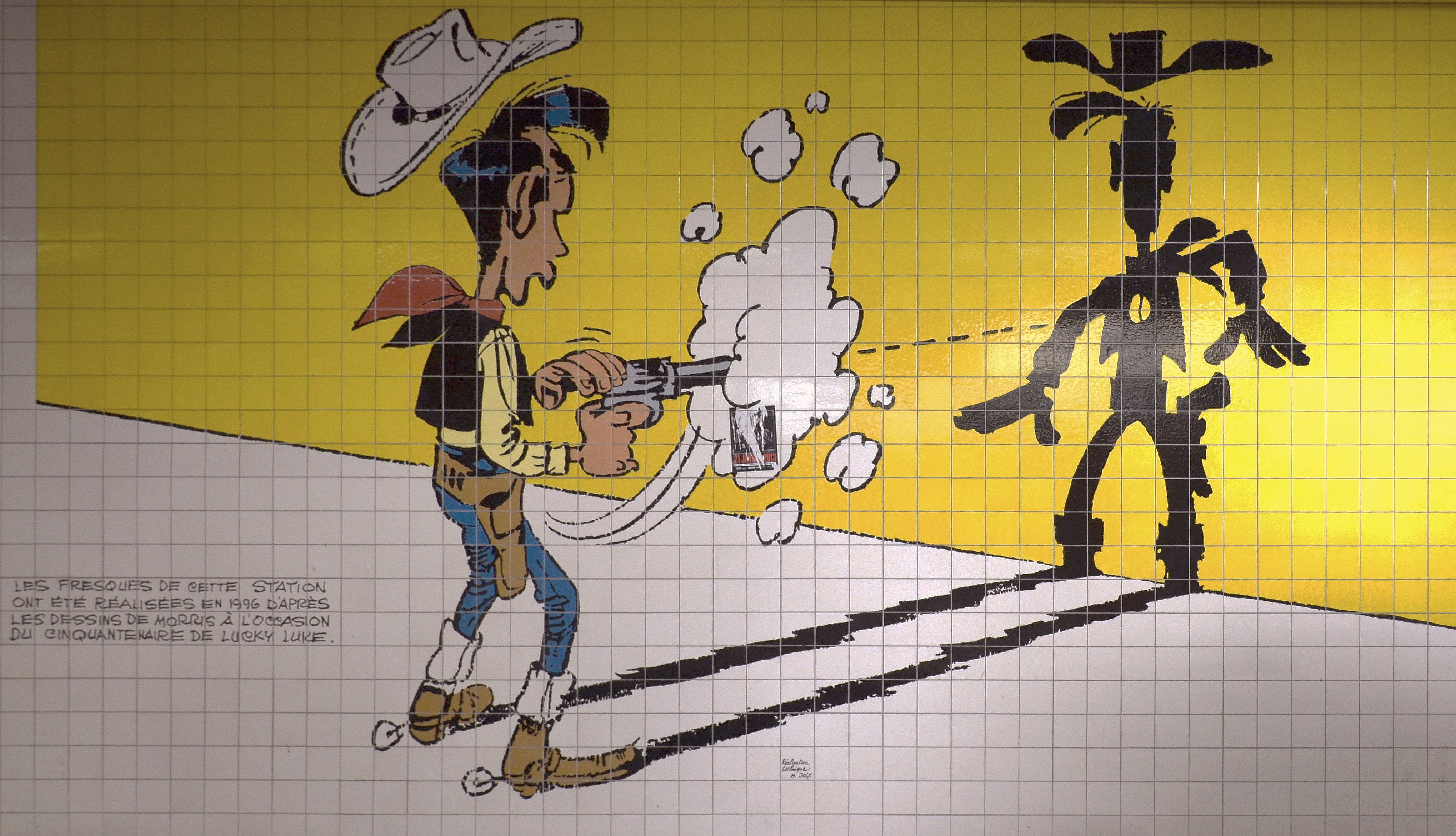
Estació Parc (metro de Charleroi, Bèlgica): «L'home que dispara més ràpid que la seva ombra». Obra feta el 1996 per al cinquantè aniversari de la sèrie.

Lucky Luke és un personatge de ficció de còmic francobelga, creat pel dibuixant Morris a l'Almanach 1947, un número especial de la revista Spirou publicada el 1946, i publicat per primer cop en català a la revista Cavall Fort. Morris és ajudat amb els guions a partir de 1955 per altres autors, el més famós dels quals és René Goscinny. Després de la mort de Morris les històries s'han continuat publicant, dibuixades per Achdé.
El protagonista és un vaquer que parodia les aventures de l'oest americà. És un home tranquil, "més ràpid amb la pistola que la seva pròpia ombra" i que munta en Jolly Jumper, "el cavall més llest del món". Els seus enemics recurrents són els germans Dalton, que pensen només a aconseguir diners atracant bancs, l'alçada dels quals és inversament proporcional a la seva intel·ligència (el més baix, Joe, es desespera perquè per culpa dels seus germans mai no pot fer que els seus plans funcionin). Un altre personatge característic és Rantanplan, un gos mig ximple que afegeix humor a les aventures de Lucky Luke.
Al començament el vaquer fumava constantment, però la cigarreta fou reemplaçada per un bri de palla a les historietes a partir dels 1980s per lluitar contra el tabac i l'addicció als cigarrets. L'èxit del còmic va fer que sorgís una sèrie de dibuixos animats homònima.

## Sinopsi
La sèrie la protagonitza el personatge de Lucky Luke, conegut per ser «L'home que dispara més ràpid que la seva ombra», acompanyat del seu cavall Jolly Jumper. Defensa la llei a l'Oest americà i s'enfronta a bandolers històrics o inventats, els més recurrents dels quals són els Germans Dalton.

## Traduccions al català
Les històries de Lucky Luke aparegudes a Cavall Fort van ser traduïdes per Albert Jané. La primera història de Lucky Luke publicada en català va ser Jesse James l'any 1973, publicada als números 247 a 260 de la revista. Les primeres traduccions en àlbum de Lucky Luke van ser fetes per Víctor Mora Pujadas, que va ser-ne també el traductor a l'espanyol. Les edicions publicades entre el 1983 i 1994 pel segell Junior de l'Editorial Grijalbo, posteriorment Grijalbo/Dargaud, foren traduïdes principalment per Alfred Sala. El 1989 Ediciones B va treure un número amb traducció de Dolors Alibés, i més tard, el 1992, l'editorial Barcanova va treure un altre títol en traducció d'Albert Jané.
La sèrie s'ha traduït a més de vint idiomes i té èxit especialment als Països Baixos, Alemanya i Escandinàvia

## Personatges de la sèrie

### Personatges principals

#### Lucky Luke

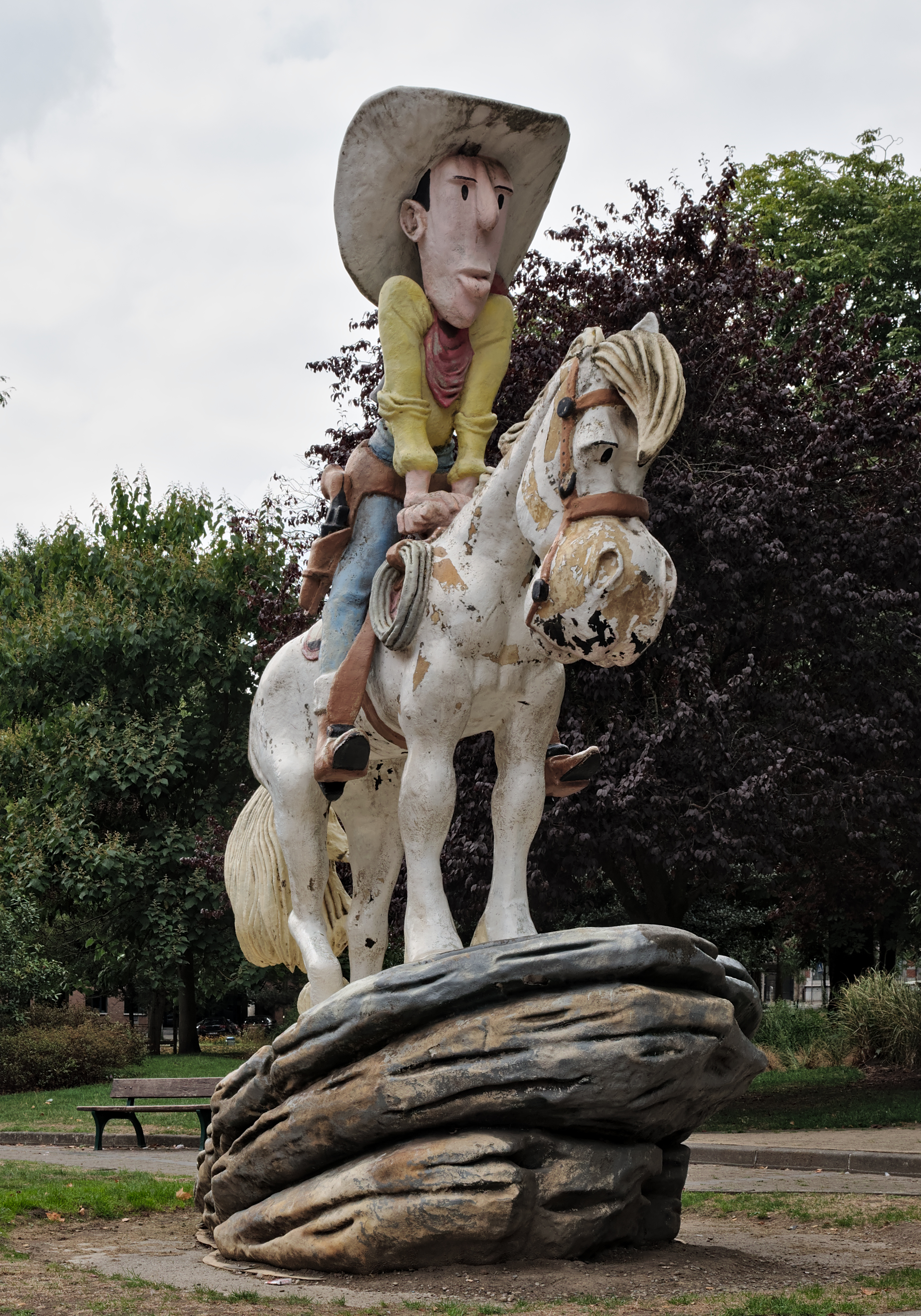
Lucky Luke i Jolly Jumper al Parc reine Astrid (Charleroi).

Heroi epònim central d'aquestes històries (tot i que els Dalton i d'altres, a vegades, li lleven protagonisme i protagonitzen escenes). cowboy, rodamón introvertit i solitari, fadrinàs, excel·lent tirador, "més ràpid que la seva ombra", un dels "bons boníssims" de l'art seqüencial. El seu nom és un joc fonètic entre Lucky ('afortunat') i Luke (Lluc).
Al principi de la sèrie, Lucky Luke és violent, descarat i vulgar. No dubta a acabar amb Mad Jim a la història Le Sosie de Lucky Luke, Phil Defer i els germans Dalton a Hors-la-loi. Amb l'arribada de René Goscinny com a guionista, la seva personalitat va canviar i fer-se més complex: es fa hàbil amb l'arma i ja no mata, sinó que utilitza el seu talent com a tirador per desarmar els seus oponents. Es converteix en un servidor de la justícia, les missions principals del qual són tornar a atrapar els Dalton, escortar o controlar els presoners perillosos, i incapacitar els bandolers. També pot, en algunes ocasions, fer de cowboy i dirigir ramats a l'Oest, caravanes de pioners o de solteres a la cerca de marits (La promesa de Lucky Luke), escortar una personalitat o delegacions estrangeres a càrrec del govern, en particular per l'oficina d'afers indis, o fins i tot pel president dels Estats Units. Empleat en la protecció d'empreses privades en els àmbits de la comunicació (telegrafia, missatgeria express) i el transport (empresa de ferrocarrils, diligència, transport marítim, transport de fons), també pot exercir les funcions de sheriff i alcalde quan els notables locals han fugit.
Té diverses qualitats, com ara galanteria, ja que es treu el barret per saludar les dones, cortesia, respecte i seducció (és cortejat per diverses dones). No violent des de l'arribada de Goscinny com a guionista, sempre està disposat a ajudar els més febles, ignora la por, té nervis d'acer, i defensa desinteressadament la propietat dels altres ja que es nega repetidament a rebre una recompensa. També està molt sol i no se sap res de la seva família, excepte quan només esmenta el seu avi dues vegades a The Buffalo Creek Gold Rush i Phil Defer. Es desconeix el seu domicili, tot i que l'esmenta a la cançó que canta al final de cada història. Tanmateix, sabem que rep la majoria dels seus missatges a la ciutat de Nothing Gulch.

#### Jolly Jumper

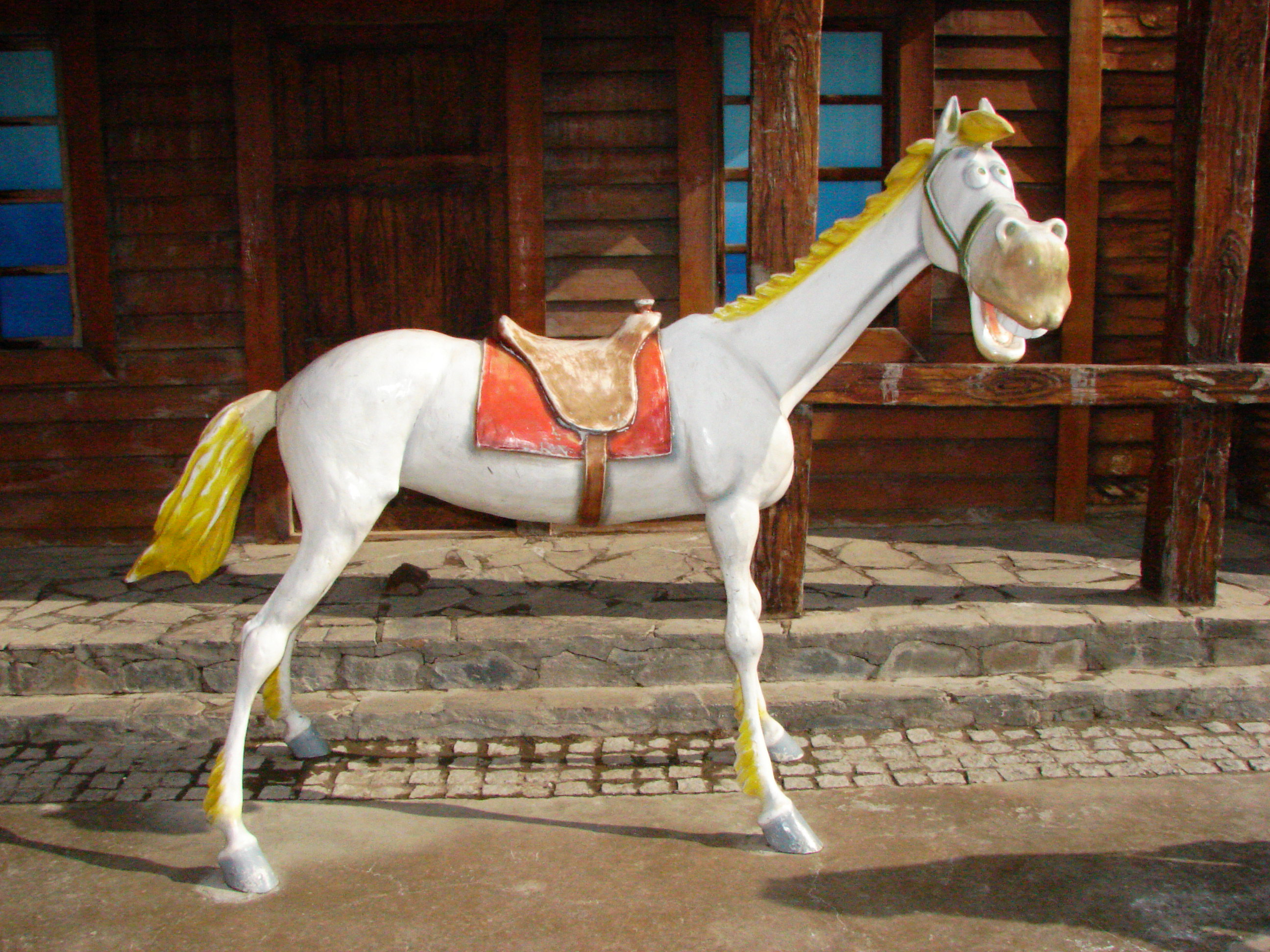
Jolly Jumper.

Cavall rondinaire, de color blanc, amb una crinera rossa i alguna taca marró a la gropa. Una mica mal geni, és el company inseparable del cowboy solitari. Li encanta menjar enciam i és molt poc amic de córrer aventures, si bé la lleialtat al seu amo l'obliga a no fer-se enrere i acompanyar-lo sempre.
Al començament de la sèrie, poques vegades expressa les seves opinions, però a partir de la història Sur la piste des Dalton es converteix sota la ploma de René Goscinny en comentarista de les accions. Els seus comentaris es fan expressant els seus pensaments, lamentant una situació o subratllant-ne l’absurditat, sovint apel·lant al testimoni del lector. Mai dialoga amb Lucky Luke, tot i que entengui el que diu, cosa de la que Lucky Luke és conscient. De vegades conversa amb els seus congèneres, que de manera arrogant sovint també desconsidera, fins i tot mostrant-se groller amb els cavalls de tir.

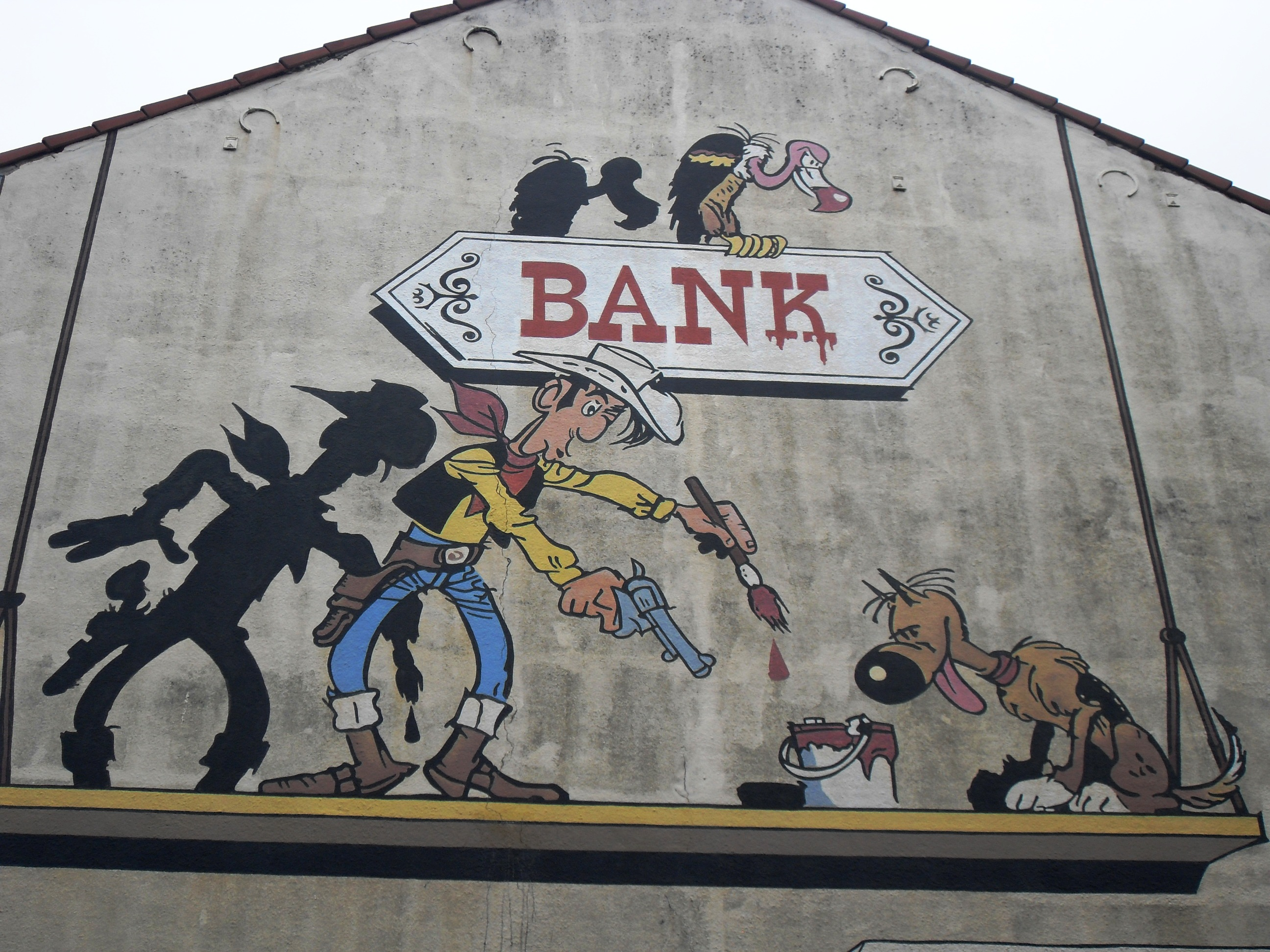
Pintura mural de Lucky Luke amb Rantamplam al creuament entre Rue de la Buanderie i Rue 't Kint, a Brusseles, realitzada per Oreopoulos G. i Vandegeerde D. el juny de 1993.

És un cavall molt ràpid (es diu que és el més ràpid de l'Oest), no té por del perill i salva Lucky Luke diverses vegades. Té qualitats força inusuals per a un cavall, ja que pot equilibrar-se sobre un filferro amb un piano a l'esquena, pujar arbres, comptar, forçar bloqueigs i jugar als escacs, fins i tot sovint superant a Lucky Luke en aquest joc. És un company excel·lent que de vegades fa bugaderia, neteja i cuina per a Lucky Luke. Molt susceptible, es pot molestar quan el seu cowboy li fa un comentari desagradable. Odia Rantanplan i mai perd cap oportunitat de criticar-lo, però no té més remei que suportar-lo.

#### Rantanplan
A vegades escrit com a Ran-Tan-Plan i Ran Tan Plan. Gos trapella, de nas enorme, sempre més perdut que un pop en un garatge, però perseverant i de bona voluntat. Un cop, un multimillonari va fer que, durant un temps, fos partícip d'una fortuna considerable. Sovint se'l felicita perquè la seva presència acaba per ser indispensable per acabar amb èxit l'aventura, si bé sovint més per sort que per res més. Encara que aquest simpàtic gosset normalment sigui conegut com el gos d'en Lucky Luke, no viu amb ell, sinó a la presó del senyor Pawlow. Té una sèrie en solitari, on el seu company és en Pawlow, de la qual n'han sortit aventures interessants, com ara El Padrí.

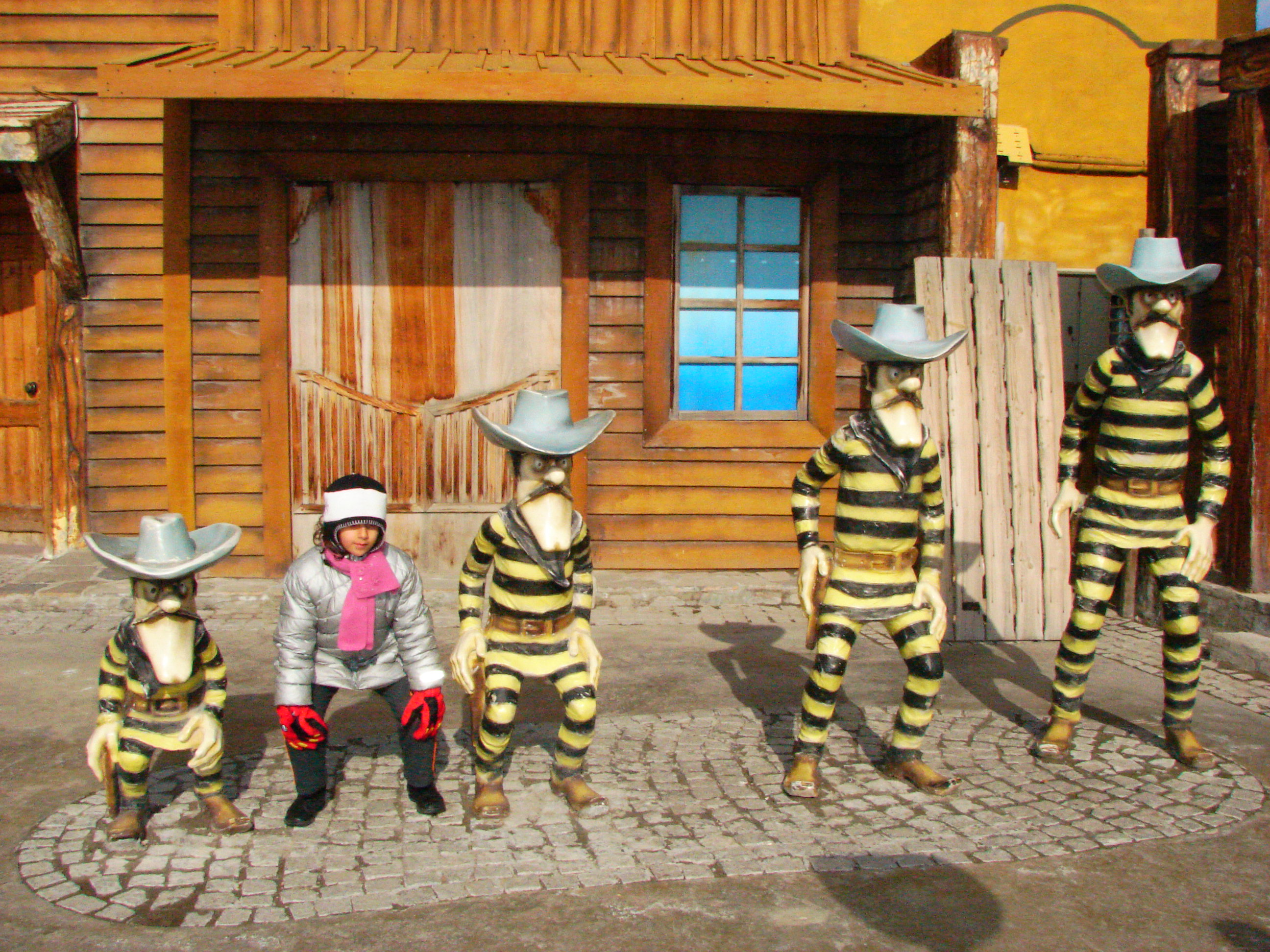
Representació dels germans Dalton al parc Harikalar Diyarı a Ankara.

#### Germans Dalton
Joe, Jack, William i Averell Dalton són els quatre entranyables dolents de la sèrie. Germans que sempre van plegats arreu, sense més família que llur mare. En Joe és el líder, quasi sempre frustrat en els seus plans, baixet i malhumorat. L'Averell és el més alt, una mica ruc i ingenu, aparentment molt bona persona, però sempre disposat a deixar sense un cèntim les víctimes propícies que troba per on viatja. Jack i William no tenen una personalitat molt definida, i sovint es limiten a seguir la situació simplement tal com aquesta apareix, sense discutir gaire. Els quatre odien a mort en Lucky Luke (sobretot en Joe), mentre que l'Averell sembla sentir un cert afecte per Rantanplan. En moltes aventures de Lucky Luke, els Dalton són els dolents per definició. En una certa ocasió se'ls va oferir un indult de prova, però per un error en el calendari van incomplir els termes de l'indult tot i aconseguir les simpaties de la població, Tortilla Guçch, i van retornar a la presó capturats pel senador que controlava la prova i per Lucky Luke.

### Personatges secundaris
Calamity JaneDe molt jove, ja era una dona forta de caràcter, indomable i ardida. Va arribar a casar-se, però el seu marit va morir en un tiroteig. Conegué en Luke i el salvà de la mort a les mans d'uns indis, i aviat es feren amics inseparables, i van participar junts en diverses aventures.
Billy el nen (Billy the Kid)Un noi molt trapella, de caràcter una mica violent, deixà casa seva des de molt jove, i se n'anà a rodar món i a viure com a malfactor, guanyant-se aviat una dubtosa reputació de criminal expert. En Lucky Luke se'l troba diverses vegades en les seves aventures, i sempre l'acaba portant a la presó, de la qual fins ara sempre se n'ha acabat escapant.
PawlowFuncionari de la presó on treballa en Rantanplan, home alt, obès, i tranquil. Tolera les trapelleries del gos, que és la mascota preferida dels encarregats de la presó, i sempre el cuida i l'alimenta afectuosament. Els Dalton normalment són tancats a la presó que gestiona en Pawlow, i quasi sempre, d'una manera o una altra, acaben escapant-se'n, i per això en Lucky Luke decebut descriu la presó com "un colador d'on tothom se n'escapa."

### Fets històrics

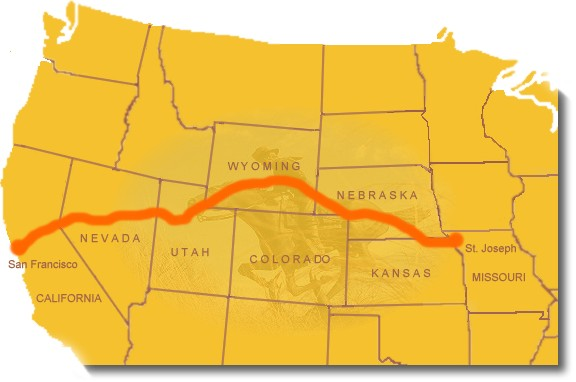
Viatge del Pony Express, un dels esdeveniments històrics en què participa Lucky Luke.

La sèrie té lloc durant un període de 40 anys, des de 1861 (just abans de la Guerra de Secessió, que començà a l'abril d'aquell any) fins a finals de segle. La majoria de les històries tenen lloc al voltant de la dècada de 1880. Els germans Dalton són els primers personatges històrics que van aparèixer a la història, a l'àlbum Hors-la-loi, publicat serialitzat de 1951 a 1952. Van seguir grans figures del Far West com el jutge Roy Bean a El Jutge, els germans Earp i en particular Wyatt Earp a O.K. Corral, Soapy Smith a Le Klondike o fins i tot Jesse James, Billy el Nen, Calamity Jane i Sarah Bernhardt que apareixeran com personatges principals de diverses històries de la sèrie.
Es reprodueixen molts esdeveniments històrics. La febre de l'or i l'arribada de nous colons a les terres índies són objectes de molts àlbums. El llegendari conflicte entre les famílies Hatfield i McCoy és parodiat a Els rivals de Painful Gulch. L'arribada de la màquina escurabutxaques a la història El bandit mecànic, la construcció de la línia ferroviària Est-Oest, el Pony Express o l'arribada del telègraf a Le Fil qui chante són altres temes històrics tractats a Lucky Luke.

## Àlbums
| Per Morris (1949–1958) Dupuis 1. La Mine d'or de Dick Digger , 1949 2. Rodéo , 1949 3. Arizona , 1951 4. Sous le ciel de l'Ouest , 1952 5. Lucky Luke contre Pat Poker , 1953 6. Hors-la-loi , 1954 7. L'Élixir du Dr Doxey , 1955 8. Lucky Luke contre Phil Defer , 1956 10. Alerte aux Pieds Bleus , 1958 Per Morris i Goscinny (1957–1986) Dupuis 9. Des rails sur la Prairie , 1957 11. Lucky Luke contre Joss Jamon , 1958 12. Les Cousins Dalton , 1958 13. El Jutge ( Le Juge ), 1959 14. Ruée sur l'Oklahoma , 1960 15. L'Évasion des Dalton , 1960 16. En remontant le Mississippi , 1961 17. Sur la piste des Dalton , 1962 18. À l'ombre des derricks , 1962 19. Els rivals de Painful Gulch ( Les Rivaux de Painful Gulch ), 1962 20. Billy el nen ( Billy the Kid ), 1962 21. Les Collines noires , 1963 22. Els Dalton van al Canadà ( Les Dalton dans le blizzard ), 1963 23. Els Dalton en llibertat ( Les Dalton courent toujours ), 1964 24. La Caravana ( La Caravane ), 1964 25. La Ville fantôme , 1965 26. L'indult dels Dalton ( Les Dalton se rachètent ), 1965 27. El 7è de Cavalleria ( Le Vingtième de cavalerie ), 1965 28. L'Escorte , 1966 29. Filats al camp ( Des barbelés sur la prairie ), 1967 30. Calamity Jane , 1967 31. Els Dalton van a Mèxic ( Tortillas pour les Dalton ), 1967 Dargaud 32. La Diligència ( La Diligence ), 1968 33. El Novell ( Le Pied-tendre ), 1968 34. Dalton City , 1969 35. Jesse James , 1969 36. Western Circus , 1970 37. Canyon Apache , 1971 38. Mamà Dalton ( Ma Dalton ), 1971 39. Chasseur de primes , 1972 40. El Gran Duc ( Le Grand Duc ), 1973 41. L'herència de Ran Tan Plan ( L'Héritage de Rantanplan ), 1973 42. 7 histoires complètes , 1974 43. El Genet Blanc ( Le Cavalier blanc ), 1975 44. La curació dels Dalton ( La Guérison des Dalton ), 1975 45. L'Emperador Smith ( L'Empereur Smith ), 1976 46. Le Fil qui chante , 1977 HS. La Ballade des Dalton , 1978 50. La Corde du pendu , 1981 51. Daisy Town , 1983 55. La Ballade des Dalton et autres histoires , 1986 | Per Morris i diversos escriptors (1980–2002) Dargaud 47. El tresor dels Dalton ( Le Magot des Dalton ), 1980, per Vicq 48. El bandit mecànic ( Le Bandit manchot ), 1981, per Bob de Groot 49. Sarah Bernhardt , 1982, per Jean Léturgie i Xavier Fauche 52. El Manetes ( Fingers ), 1983, per Lo Hartog Van Banda 53. Daily Star ( Le Daily Star ), 1983, per Jean Léturgie i Xavier Fauche 54. La Promesa de Lucky Luke ( La Fiancée de Lucky Luke ), 1985, per Guy Vidal 56. El Ranxo Maleït ( Le Ranch maudit ), 1986, per Jean Léturgie, Xavier Fauche i Claude Guylouis 57. Nitroglicerina ( Nitroglycérine ), 1987, per Lo Hartog Van Banda 58. L'Alibi , 1987, per Claude Guylouis 59. Le Pony Express , 1988, per Jean Léturgie i Xavier Fauche Lucky Productions 60. L'Amnésie des Dalton , 1991, per Jean Léturgie and Xavier Fauche 61. Chasse aux fantômes , 1992, per Lo Hartog Van Banda 62. Les Dalton à la noce , 1993, per Jean Léturgie and Xavier Fauche 63. Le Pont sur le Mississippi , 1994, per Jean Léturgie i Xavier Fauche 64. Kid Lucky , 1995, per Pearce i Jean Léturgie 65. Belle Star , 1995, per Xavier Fauche 66. Le Klondike , 1996, per Yann i Jean Léturgie 67. O.K. Corral , 1997, per Eric Adam i Xavier Fauche 68. Oklahoma Jim , 1997, per Pearce i Jean Léturgie 69. Marcel Dalton , 1998, per Bob de Groot Lucky Comics 70. Le Prophète , 2000, per Patrick Nordmann 71. L'Artiste peintre , 2001, per Bob de Groot 72. La Légende de l'Ouest , 2002, per Patrick Nordmann Per Achdé i diversos escriptors (des de 2003) Lucky Comics 73. Le Cuisinier français , 2003, per Morris i Claude Guylouis 74. La Belle Province , 2004, per Laurent Gerra 75. La Corde au cou , 2006, per Laurent Gerra 76. L'Homme de Washington , 2008, per Laurent Gerra 77. Lucky Luke contre Pinkerton , 2010, per Daniel Pennac and Tonino Benacquista 78. L'apprenti Cow-boy , 2011 79. Cavalier seul , 2012, per Daniel Pennac and Tonino Benacquista 80. Lasso périlleux , 2013 81. Les tontons Dalton , 2014, per Laurent Gerra and Jacques Pessis 82. Statue Squaw , 2015 83. La Terre promise , 2016, per Jul 84. Suivez la flèche , 2017 85. Un cow-boy à Paris , 2018, per Jul Números del 70 anniversari L' homme qui tua Lucky Luke , 2016, per Matthieu Bonhomme Jolly Jumper ne répond plus , 2017, per Guillaume Bouzard |

### Traduits al català
1. L'Emperador Smith
2. El Genet Blanc
3. El Gran Duc
4. El Novell
5. La curació dels Dalton
6. L'herència de Ran Tan Plan
7. El 7è de Cavalleria
8. Els Dalton van a Mèxic
9. Remuntant el Mississipi
10. El fil que canta
11. Els Turons Negres
12. La Caravana
13. L'indult dels Dalton
14. Billy el Nen
15. Western Circus
16. L'evasió dels Dalton
17. Canyó Apatxe
18. L'Escorta
19. El tresor dels Dalton
20. El bandit mecànic
21. Els Dalton en llibertat
22. Els Dalton van al Canadà
23. Sarah Bernhardt
24. La Diligència
25. Calamity Jane
26. El Manetes
27. Daisy Town
28. Mamà Dalton
29. Dalton City
30. Daily Star
31. Filats al camp
32. La Promesa de Lucky Luke
33. Els rivals de Painful Gulch
34. Sobre la pista dels Dalton
35. Nitroglicerina
36. El Jutge
37. Petroli!
38. La Ciutat Fantasma
39. Cursa a Oklahoma
40. Pony Express
41. Jesse James
42. Caçador de recompenses
43. L'Elixir del Doctor Doxi
44. Phil Ferro
45. Alerta, els Peus-Blaus
46. Lucky Luke contra Joss Jamon
47. El Ranxo Maleït
48. Els Cosins dels Dalton
49. La mina d'or de Dick Digger
50. Rodeo
51. Arizona
52. Sota el cel de l'oest
53. Contra Pat Poker
54. Cacera de fantasmes
55. L'amnèsia dels Dalton